# 19. šahovska olimpijada
19. šahovska olimpijada je potekala leta 1970 v Siegenu (Zahodna Nemčija).
Sovjetska zveza je osvojila prvo mesto, Madžarska drugo in SFRJ tretje.
Sodelovalo je 360 šahistov v 60 reprezentancah; odigrali so 2.280 partij.